# Pentacyphus
Pentacyphus es un género de fanerógamas de la familia Apocynaceae. Contiene cinco especies. Es originario de Sudamérica.

## Descripción
Son enredaderas sufrútices, ramificadas. Brotes glabros o escasamente finamente pilosos a lo largo de dos líneas. Las láminas foliares son herbáceas, coriáceas, de 1,5-9,5 cm de largo y 0,6-4 cm de ancho, elípticas, oblongas u obovadas, basalmente cordadas o cuneadas, el ápice agudo o mucronado, ligeramente onduladas o indiferenciadas, con 1-5 coléteres en la base de las hojas.
Las inflorescencias son extra-axilares, con uno o varios pedúnculos de flores, simples,  casi tan largas como los pedicelos,las brácteas florales lineares a lanceoladas. Las flores son inodoras.

## Distribución y hábitat
Se encuentra en América del Sur en Colombia, Ecuador, Perú, Venezuela en la  selva tropical de montaña en alturas de 1800-4100 metros.

## Taxonomía
El género fue descrito por Rudolf Schlechter y publicado en Botanische Jahrbücher für Systematik, Pflanzengeschichte und Pflanzengeographie 37: 605–606. 1906.

## Especies
- Pentacyphus andinum (Ball) Liede
- Pentacyphus andinus (Ball) Liede
- Pentacyphus boliviensis Schltr.
- Pentacyphus lehmannii (Schltr.) Liede
- Pentacyphus tamanus (Morillo) Liede